# SMRT 트레인스
SMRT 트레인스(SMRT Trains, 정식 명칭: SMRT 트레인스 리미티드, SMRT Trains Limited)는 싱가포르의 철도 운영업체이자 SMRT 코퍼레이션이 전체 지분을 소유한 자회사이다. 1995년 MRT 운영이 민영화된 후 원래 이름은 싱가포르 MRT 리미티드(Singapore MRT Limited)였다. 2001년 12월 31일에는 당시 SBS 트랜싯에 속하게 될 싱가포르 MRT 노스이스트선과의 혼동을 피하기 위해 SMRT 트레인스 리미티드로 이름이 변경되었다. SMRT 트레인스는 현재 싱가포르 MRT 노스이스트선과 싱가포르 MRT 다운타운선을 제외한 싱가포르의 대부분의 MRT 서비스를 관리하고 있다.